# Pamponerus
Genre
Pamponerus est un genre d'insectes diptères prédateurs de la famille des asilidés (ou mouches à toison).

## Liste d'espèces
Selon EOL (26 déc. 2013) : 
- Pamponerus choremii Smart, Taylor & Hull, 2007
- Pamponerus epirus Tomasovic, 2001
- Pamponerus germanicus (Linnaeus, 1758 )
- Pamponerus helveticus (Mik, 1864)

Selon Fauna Europaea (26 déc. 2013) :  
- Pamponerus epirus Tomasovic, 2001
- Pamponerus germanicus (Linnaeus, 1758 )
- Pamponerus helveticus (Mik, 1864)